# William Fay
William George "Willie" Fay (12. november 1872 i Dublin - 27. oktober 1947 i London) var en irsk skuespiller og producerede desuden en række skuespil ved Irlands national teater, Abbey Theatre, som han også var med til at grundlægge. Fay blev født i Dublin, hvor han senere gik på Belvedere College. Han arbejdede for en tid i 1890'erne ved et turneteater, som opførte stykker i Irland, Skotland og Wales. Da han vendte tilbage til Dublin, arbejdede han for sin bror, Frank og opsatte stykker rundt omkring i byen. Til sidst grundlagde de W. G. Fay's Irish National Dramatic Company, der fokuserede på udviklingen af irske skuespillertalenter. Sammen deltog brøderne også i grundlæggelsen af Abbey Theatre, som senere skulle blive til Irlands nationalteater. Efter at have forladt bestyrelsen ved teateret i 1908, emigrerede brøderne til USA og var beskæftiget med teater dér. I 1914 flyttede Fay til London, hvor han medvirkede i både skuespil og film. Hans stykke, The Fays of the Abbey Theatre blev sat op i 1935.